# Couptrain
Couptrain is een gemeente in het Franse departement Mayenne (regio Pays de la Loire) en telt 160 inwoners (1999). De plaats maakt deel uit van het arrondissement Mayenne.

## Geografie
De oppervlakte van Couptrain bedraagt 0,7 km², de bevolkingsdichtheid is 228,6 inwoners per km².
De onderstaande kaart toont de ligging van Couptrain met de belangrijkste infrastructuur en aangrenzende gemeenten.

## Demografie
Onderstaande figuur toont het verloop van het inwonertal (bron: INSEE-tellingen).

1. ↑  Populations de référence 2022.